# Ditador

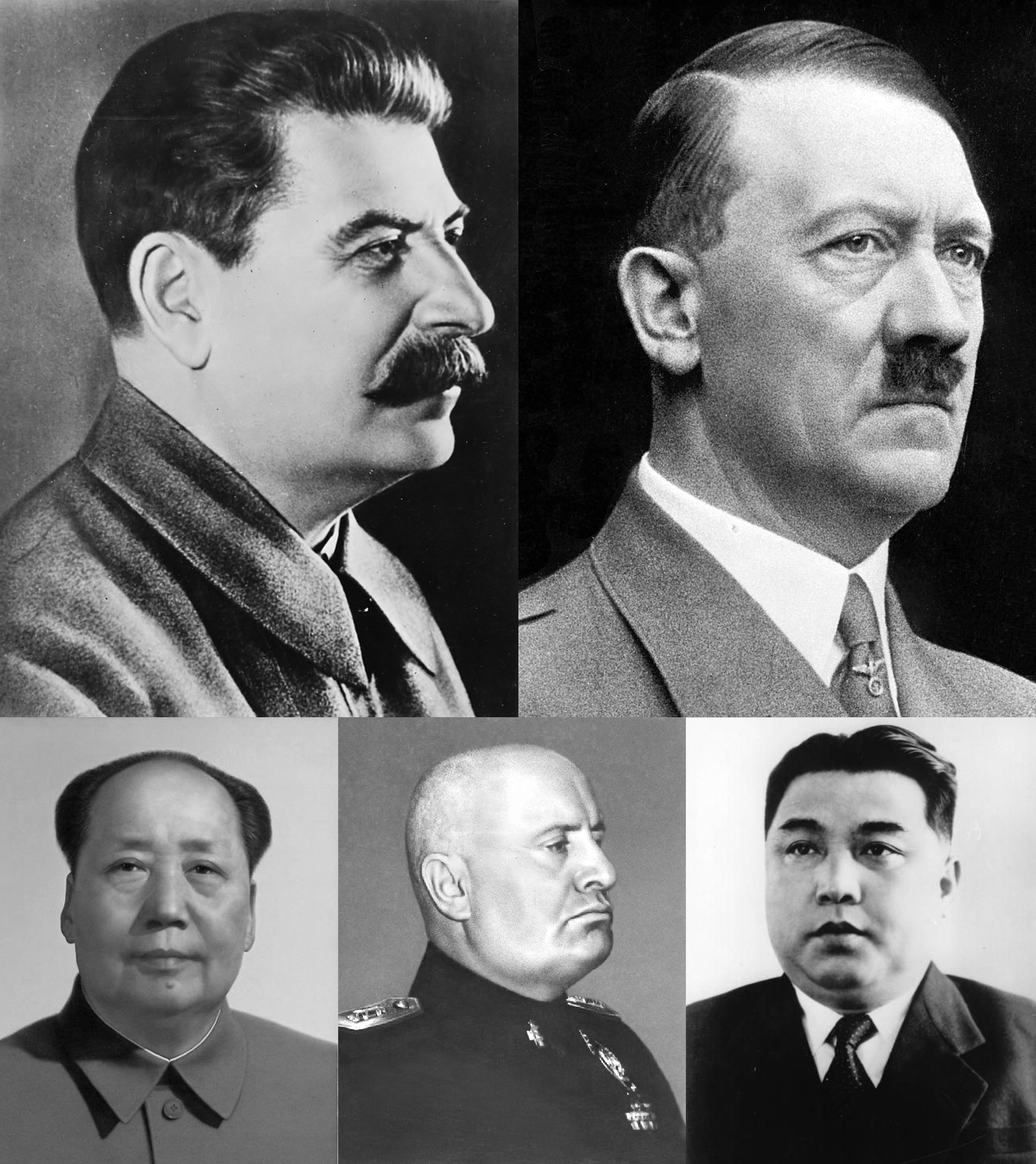
Ditadores do século XX, da esquerda para a direita e de cima para baixo, incluem Josef Stalin, secretário-geral do Partido Comunista da União Soviética; Adolf Hitler, Führer da Alemanha; Mao Zedong, presidente do Partido Comunista Chinês; Benito Mussolini, ex-Duce e primeiro-ministro da Itália; Kim Il-sung, Líder Supremo da Coreia do Norte.

Ditador era o título de um antigo soberano magistrado apontado pelo senado romano, da República de Roma, para governar o estado em tempo de emergências. e cujo poder acabava com a resolução da causa que lhe dera o ser, ou quando muito durava seis meses. No sentido moderno, refere-se a um governante absoluto ou autocrático que assume solitariamente o poder sobre o Estado (apesar de o termo não ser aplicado a monarquias absolutistas).
O primeiro que logrou este título foi Tito Lárcio Flavo, que por ter aplacado uma sedição, conseguiu esta honra, ano da Fundação de Roma duzentos e cinquenta e seis.

## Prática e evolução
Os ditadores romanos eram geralmente apontados por um cônsul e eram investidos de avassaladora autoridade sobre os cidadãos, mas eram originalmente limitados por um mandato de seis meses e não possuíam poderes sobre as finanças públicas. Sula e Júlio César, entretanto, aboliram estas limitações e governaram sem estas restrições. Os romanos abandonaram a instituição da ditadura após o assassinato de César.
Ditadores modernos geralmente ascenderam ao poder em tempos de crise. Muitas vezes eles tomaram o poder através de um golpe de estado, mas em outras, notavelmente Benito Mussolini na Itália e Adolf Hitler na Alemanha, ascenderam ao cargo através de meios legais e, uma vez no poder, gradualmente dissolveram as suas restrições constitucionais. A concentração de poder do Partido Comunista da União Soviética em Josef Stalin se desenvolveu numa ditadura pessoal, mas após a sua morte emergiu um sistema de ditadura coletiva. Diversas nações latino-americanas e africanas passaram por diversas ditaduras, muitas sob o comando de uma junta militar, como por exemplo no Uganda, onde Idi Amin exercia o seu poder, e Augusto Pinochet, no Chile.

## Era Clássica
No sistema da República Romana, o ditador romano era a pessoa a quem era concedido temporariamente um significativo poder sobre o Estado durante tempos de guerra. O mandato durava apenas seis meses. O modelo ideal foi Lúcio Quíncio Cincinato, que, de acordo com a lenda, estava arando a terra quando chamado para ser ditador, saindo para salvar Roma e depois retornando ao trabalho, renunciando todas a todas honras e poder, após apenas três meses. Outros ditadores famosos foram Sula e Júlio César.

## Era Moderna
Em sua acepção moderna, o termo ditador é geralmente usado para descrever um líder que possui um extraordinário poder pessoal, especialmente o poder de fazer leis, sem que exista um poder legislativo independente. É comparável (embora não seja sinônimo) do conceito grego de tirano. Indivíduos muito diferentes são descritos como ditadores - desde ministros de governos legalmente estabelecidos, como António de Oliveira Salazar, Adolf Hitler, Getúlio Vargas, Benito Mussolini e Engelbert Dollfuss (ver: Ditadura constitucional), ditadores de facto, como Manuel Noriega, estratocratas como Francisco Franco e Augusto Pinochet, até comunistas como Fidel Castro, Kim Jong-il e Josef Stalin.
O termo também tem sido associado com brutalidade e opressão, já que é comum ditadores perseguirem seus oponentes ou dissidentes. Outro traço recorrente é a megalomania, já que muitos ditadores instituem um culto de personalidade e se autoconcedem títulos grandiloquentes.
A associação entre ditadores e militares também é comum. Muitos ditadores se apresentam publicamente usando fardamento militar, mesmo não sendo militares de carreira - como a lembrar que seu poder foi instituído pela força das armas.

## Violação de direitos humanos
É comum um ditador assumir políticas ou perpetrar diversas violações dos direitos que constam na Declaração Universal dos Direitos Humanos, sendo comum que optam por alcançar os seus fins sem olhar aos meios. Sob a ditadura do líder soviético Josef Stalin, dezenas de milhões de pessoas morreram executadas em purgas, privadas de alimentos acabando por morrer à fome como aconteceu no Holodomor, ou acabaram por sucumbir nos campos de trabalho forçado conhecidos por Gulags.
Pol Pot, que se tornou líder do Camboja em 1975, é o responsável pela morte de cerca de 1,7 milhão de pessoas (do total de uma população de sete milhões), resultado das suas políticas nos três anos em que foi ditador. Hoje em dia Pol Pot é referido por vezes como o "Hitler do Cambodja" e um "tirano genocida".

## Ditador benevolente
O ditador benevolente é uma versão mais moderna do “déspota esclarecido”, sendo um governante absoluto que exerce o seu poder político para o benefício do povo, em vez de seu próprio. Na antiguidade, Lúcio Quíncio Cincinato foi reconhecido durante a Roma antiga como sendo o exemplo de ditador benevolente, sendo que havia sido chamado para exercer o cargo de ditador e, após ter resolvido a crise na república, regressou à sua vida pastoril; Júlio César foi visto também como um ditador benevolente por alguns, tendo sido assassinado por aqueles que o viam como um tirano. Na era moderna, alguns historiadores defendem certos ditadores como tendo sido benevolentes, como é o caso de Lee Kuan Yew, que fez com que Singapura deixasse de ser um entreposto colonial subdesenvolvido para se tornar num dos Tigres Asiáticos; António de Oliveira Salazar, que governou Portugal pela Grande Depressão e durante a primeira metade da Guerra do Ultramar, manteve o país na neutralidade durante a Segunda Guerra Mundial, acabando com o conflito entre o Estado e a Santa Sé, modernizando o país e alcançando altos níveis económicos, apesar de ter permitido a censura e uma polícia política; Deng Xiaoping, que afastou a República Popular da China do maoismo e iniciou a construção da potência económica que faz hoje da China a maior economia emergente do mundo.
Este termo é altamente subjetivo, sendo que é atribuído a muitos ditadores pelos seus defensores, além de que alguns tenham sido benevolentes socialmente e um desastre economicamente, enquanto outros benevolentes economicamente e ao mesmo tempo que governavam com punho de ferro.